# Rosidae
Rosidae è una sottoclasse della classe delle Magnoliopsida.
Alcuni autori (Frohne & U. Jensen ex Reveal, 1994) indicano la sottoclasse come Cornidae.

## Morfologia e caratteristiche generali
Le Rosidae sono caratterizzate da: un ricettacolo caliciforme o discoidale, disposizione centripeta degli stami e frequente placentazione assile.

## Tassonomia
La sottoclasse Rosidae è suddivisa in 18 ordini:
- Apiales
- Celastrales
- Cornales
- Euphorbiales
- Fabales
- Geraniales
- Haloragales
- Linales
- Myrtales
- Podostemales
- Polygalales
- Proteales
- Rafflesiales
- Rhamnales
- Rhizophorales
- Rosales
- Santalales
- Sapindales

Nel complesso la sottoclasse include 108 famiglie, che raggruppano oltre 58 000 specie.